# Етернити (хребет)
Хребетът Етернити (на английски: Eternity Range, букв. „вечност“) е планински хребет в средната част на Антарктическия полуостров, в северната част на Земя Палмър. Простира се от север на юг на протежение от 45 km и се състои от 3 масива: Mount Faith (планина на вярата), Mount Hope (планина на надеждата) и Mount Charity (планина на благотворителността). Максимална височина връх Хоп 3239 m (69°45′ ю. ш. 64°34′ з. д. / 69.75° ю. ш. 64.566667° з. д.).
Хребетът е открит на 21 и 23 ноември 1935 г. по време на разузнавателни полети извършени от американския полярен изследовател Линкълн Елсуърт, който наименува трите масива и цялата планина. През ноември 1936 г. и 1947 г. планината е топографски заснета съответно от участниците в експидициите на Джон Раймил и Фин Роне, на базата на което е детайлно картирана.